# دانشگاه نورث همپتون
دانشگاه نورث همپتون، یک دانشگاه دولتی مستقر در نورث‌همپتون در انگلستان است. این دانشگاه در سال ۱۹۹۹ با ادغام تعدادی کالج آموزشی تشکیل شد و در سال ۲۰۰۵ به عنوان دانشگاه نورث همپتون، کاملا وضعیت دانشگاهی به خود گرفت.
کالج فنی نورث همپتون در سال ۱۹۲۴ در خیابان سنت جورج - که اکنون محل پردیس خیابان است - افتتاح شد. هشت سال بعد، یک ساختمان جدید برای کالج به‌طور رسمی توسط جرج ششم و دوشس یورک افتتاح شد. مدرسه هنر بعداً در سال ۱۹۳۷ افتتاح شد